# Kandidaten van de Bondsdagverkiezingen 2005
Dit artikel beschrijft de kandidaten van de Duitse Bondsdagverkiezingen 2005.
Alleen Gerhard Schröder en Angela Merkel streden om het kanselierschap, zij werden door hun partijen als 'kanselierskandidaat' naar voren geschoven. Ook de andere partijen presenteerden hun koplopers, die echter niet de ambitie uitten kanselier te worden. Hieronder alle "koplopers" voor de Duitse verkiezingen van 2005.

## Gerhard Schröder

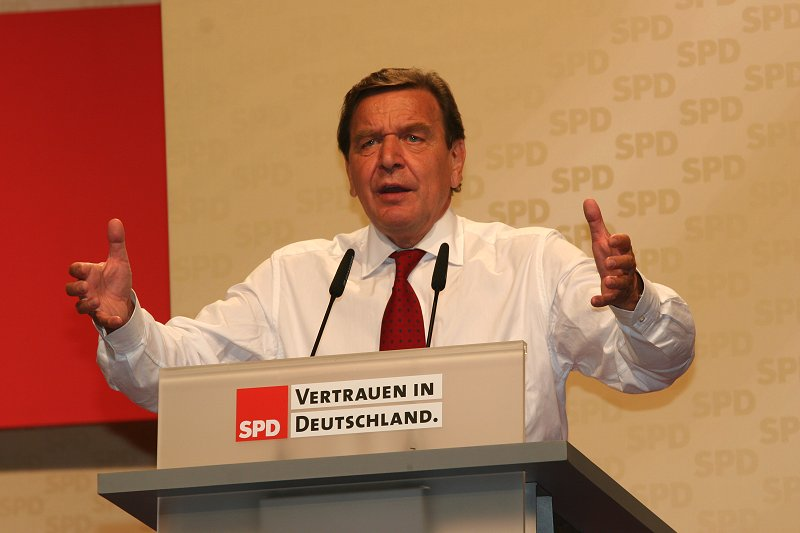
Gerhard Schröder

Schröder was de lijsttrekker van de SPD, de Duitse sociaaldemocratische partij. Hij werd geboren op 7 april 1944 in Mossenberg, in het gebied Lippe-Detmold (tegenwoordig Noordrijn-Westfalen). Hij woonde ten tijde van de verkiezingen in Hannover.
Bij de Bondsdagverkiezingen van 2002 werd de op bondsniveau regerende coalitie van SPD en Bündnis 90/Die Grünen met een kleine meerderheid herkozen.
Op 1 juli 2005 werd hij weggestemd toen hij het vertrouwen vroeg van de Bondsdag. Dit was ook zijn bedoeling; de coalitie van SPD en de groenen had nog wel de meerderheid in de bondsdag, maar vanwege herhaald verlies in deelstaatverkiezingen niet meer in de bondsraad. Door het verliezen van de vertrouwensvraag is het mogelijk om aan de bondspresident de ontbinding van de bondsdag te vragen en vervolgens nieuwe verkiezingen te houden.

## Angela Merkel

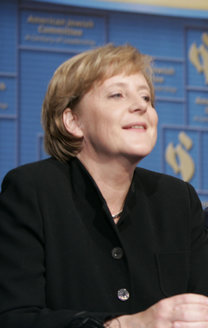
Angela Merkel

Merkel is de lijsttrekker van de CDU, de Duitse christendemocratische partij. Ze werd geboren op 17 juli 1954, in Hamburg.
Op 30 mei 2005 wordt ze officieel als kandidaat voor het bondskanselierschap voorgedragen door haar partij. Ze is de eerste vrouwelijke kandidaat in de geschiedenis voor het kanselierschap.
Angela Merkel voert een conservatieve koers en vervreemdt zich volgens bepaalde personen binnen de CDU van de linkervleugel van de partij. In februari 2003 steunde zij het Amerikaans-Britse ingrijpen in Irak. Merkel is een tegenstander van Turkse toetreding tot de Europese Unie, maar biedt dat land namens haar partij een geprivilegieerd partnerschap aan.

## Guido Westerwelle
Westerwelle is de lijsttrekker van de FDP, de Duitse liberale partij. Hij werd geboren in 1961.
De FDP profileert zich niet alleen met haar liberaal-economische competentie, maar ook weer - zoals vroeger - als de partij van de burgerrechten. Guido Westerwelle, die meestal van de regering-Schröder geen spaan heel laat, heeft zelfs lof voor het roodgroene vreemdelingen- en minderhedenbeleid. Daar past ook bij dat de liberale partijleider zich inmiddels ook publiekelijk vertoont met zijn vriend en levenspartner.

## Joschka Fischer
Fischer is de lijsttrekker van de Bündnis 90/Die Grünen. Hij werd geboren op 12 april 1948.
Ondanks -of misschien wel dankzij- zijn radicale verleden en in de media beschreven huwelijksmoraal was Fischer, althans volgens verschillende opiniepeilingen uit de jaren 1999-2005, de meest populaire Duitse politicus, zelfs onder aanhangers van andere partijen. Deze populariteit kan deels verklaard worden uit Fischers integriteit en zijn politieke standpunten. Fischer won ook veel respect van de Duitse bevolking door in 2000 een zwaar dieet te volgen. Tot dan toe stond hij bekend om zijn Bourgondische levensstijl. Hij hield van goed eten en goede wijnen; regelmatig sloot hij weddenschappen om dure wijnen af met politici van andere politieke partijen op de uitkomsten van verkiezingen. Tot 2000 leed Fischer aan overgewicht.

## Gregor Gysi
Gysi was de lijsttrekker van de Die Linkspartei, de Duitse linkse partij. Hij werd geboren op 16 januari 1948, in Berlijn.
In 2005 stelde hij zich als een van de lijsttrekkers van de in Die Linkspartei omgedoopte PDS (de andere was Oskar Lafontaine) kandidaat voor de Bondsdagverkiezingen.

## Overige kandidaten
Oskar Lafontaine (Linkspartei.PDS)